# Паола Гонзага
Па́ола Гонза́га (італ. Paola Gonzaga), або Па́ола Гонза́га Санвіта́ле (італ. Paola Gonzaga Sanvitale; 1504 — 1570, Фонтанеллато, Пармське герцогство) — італійська аристократка з Саббіонетської гілки дому Гонзага, дочка Лудовіко, графа Родіго і власника Саббйонети. Дружина Джан Галеаццо Санвітале; у шлюбі — графиня Фонтанеллато.

## Життєпис
Паола Гонзага народилася 1504 року. Вона була першою дочкою і третьою дитиною в сім'ї Лудовіко (пом. 1540), 2-го графа Родіго і власника Саббйонети з дому Гонзага, і Франчески (пом. після 1540) з дому Фієскі, представники якого були графами Лаванії. За батьківською лінією Паола була онукою Джанфранческо, засновника Саббіонетської лінії дому Гонзага, і правнукою Лудовіко III, 2-го маркграфа Мантуї. Вона була старшою сестрою Джулії Гонзаги, в одруженні герцогині Траетти.

### Шлюбне життя
1514 року десятилітню Паолу заручили з Джанфранческо II Палавічіно, власником Дзібелло, але незабаром після заручення наречений помер. У січні 1516 року її батько підписав шлюбний контракт, за яким вона стала дружиною Джан Галеаццо Санвітале (1496—1550), графа Фонтанеллато, сина графа Джакомантоніо Санвітале і Вероніки да Корреджо з дому суверенних графів Корреджо і князів священної Римської імперії. Паола прибула до чоловіка в замок Фонтанелло 1520 року. У шлюбі вона народила дев'ятьох дітей:
Дім Санвітале належав до найвищої шляхти Герцогства Парми та П'яченци. Його представники служили герцогському дому Фарнезе. Їхній родовий замок містився у Фонтанеллато, поблизу Парми. Чоловік Паоли був також вірним союзником французького короля та римських пап. Коли родичі дружини, які підтримували імператора, спробували купити його лояльність, він категорично відкинув їхню пропозицію. Джакомантоніо, Роберто і Луїджі, старші сини Паоли, займали високі пости при дворах пармських герцогів та французьких королів. Інший її син, Еукерьо, став важливим церковним сановником і був посередником у переговорах між королем Франциском I та герцогом Оттавіо Фарнезе.

### Графиня та меценат
Була однією з найосвіченіших жінок свого часу. За словами сучасника, вона «була майстерна в письмі, співі, вишивці у всіх речах необхідних принцесі… з майже божественним талантом». У 1530-х роках вона листувалася зі французьким королем Франциском I. 1558 року, вже удовою, брала участь в урочистій зустрічі пармської герцогині Маргарити Австрійської. Овдовіла 1550 року.
Після смерті чоловіка, брала активну участь у долі дітей та зміцненні добробуту сім'ї. Так, вона збудувала церкву Святої Марії Магдалини в Борго-Сан-Донніно, бенефіціями від якої користувався її син Еукерьо. У 1560—1562 роках організувала шлюб старшого сина з нареченою з дому Паллавічіно. 1557 року побудувала особняк з господарськими спорудами в Ночето. Завдяки їй замок у Фонтанеллато став важливим культурним центром, де точилися дискусії на літературні, філософські та богословські теми. При її дворі служили філософи та письменники Тіберіо Росселлі, Бенедетто Альбінео ді Бьянкі та Чезаре Дельфіні. Зібрала колекцію творів мистецтва.
Померла 1570 року у Фонтанеллато.

## Родина
Чоловік — Джан Галеаццо Санвітале (1496—1550), граф Фонтанеллато
Діти:
- Джакомантоніо (пом. 1563)  — лицар і зброєносець французького короля Франциска I, учасник Італійських воєн, одружився з Емілією Паллавічіно з дому маркграфів Шипьоне, від якої мав трьох дочок;
- Філотея — черниця в монастирі Святого Квентіна в Пармі;
- Кліція — черниця в монастирі Святого Квентіна в Пармі;
- Перикарія, черниця в монастирі Святого Квентіна в Пармі;
- Роберто (пом. 1577) — лицар пармського герцога Оттавіо, голова кортежу португальської інфанти Марії — нареченої майбутнього пармського герцога Алессандро, мажордом пармської герцогині Маргарити, одружився з Антонією Гонзагою з дому маркграфів Кастель-Гоффредо і володарів Луццари; шлюб був бездітним;
- Еукеріо (пом. 1570) — канонік і пріор у Фонтанеллато, таємний камерарій та підчаший римського папи Павла III, абат-комендатарій Джеронди, дипломат, від 1564 року єпископ Вів'єра;
- Луїджі — служив при дворі французького короля, потім був саббіонетським губернатором, одружився з Короною Кавацці з дому графів Сомалья, від якої мав шість синів і трьох дочок;
- Пірро — пріор у Фонтанеллато, канонік пармського собору від 1556 року, настоятель приходу святої Агнеси в Равенні від 1562 року, абат-комендатарій Джеронди від 1570;
- Федеріко (пом. 1553) — паж французького короля Франциска I та хлібодар дофіна Генріха, учасник Італійських воєн, під час яких потрапив у полон і помер невдовзі після свого визволення[7].

## У культурі
У 1523—1524 роках, на запрошення чоловіка Паоли, при дворі у Фонтанеллато працював художник Парміджаніно. Тут, розписуючи стіни будуара молодої графині, він написав фреску «Історія Діани й Актеона», на якій зобразив господиню замку в образі Церери, давньоримської богині родючості. Нині фреску можна побачити, відвідавши музей на території замку Санвітале у Фонтанелло.
На думку деяких мистецтвознавців, на картині «Мадонна з довгою шиєю», створеній Парміджаніно в 1534—1535 роках, імовірно, також зображено Паолу Гонзагу. Картину написано на замовлення Олени Баярді-Тальяферрі і нині вона зберігається в зібраннях галереї Уффіці у Флоренції.